# Государственный комитет судебных экспертиз Республики Беларусь
Государственный комитет судебных экспертиз Республики Беларусь (ГКСЭ РБ) (бел. Дзяржаўны камітэт судовых экспертыз Рэспублікі Беларусь) — централизованная система государственных органов в Беларуси, осуществляющих в соответствии с законодательными актами полномочия в сфере судебно-экспертной деятельности. Структура была создана на базе Государственной службы медицинских судебных экспертиз, экспертных подразделений органов внутренних дел, органов и подразделений по чрезвычайным ситуациям, Вооруженных Сил и экспертных подразделений Министерства юстиции Республики Беларусь. Образован 22 апреля 2013 года, начал свою деятельность 1 июля 2013 года. Председателем ГКСЭ РБ является Волков, Алексей Александрович.

## История[2]
Впервые к вопросу реформирования системы государственных судебно-экспертных учреждений в Республике Беларусь обратились в 1992 году, однако принятию окончательного решения предшествовало проведение масштабной работы. В итоге при реформировании судебно-экспертной системы во главу угла был поставлен особый процессуальный статус эксперта и значение его заключения для установления истины по уголовным, административным, гражданским и экономическим делам.
Экспертное ведомство было создано в целях совершенствования государственной судебно-экспертной деятельности, усиления защиты прав и законных интересов граждан, организаций в уголовном, административном, гражданском и хозяйственном процессе. Его образование позволило решить многолетние проблемы, не позволявшие эффективно выполнять стоящие перед судебно-экспертной деятельностью и судебными экспертами задачи (недостаточное финансирование, разобщенность, отсутствие единых методик, моральный и материальный износ оборудования, наличие дополнительной служебной нагрузки в связи с выполнением несвойственных функций, недостаточная штатная численность экспертов и территориальных экспертных подразделений и др.).
Базой для образования Государственного комитета судебных экспертиз стали:
- экспертно-криминалистические подразделения органов внутренних дел;
- Государственная служба медицинских судебных экспертиз, в том числе ее управления по областям и г. Минску;
- государственное учреждение «80 центральная военная судебно-медицинская лаборатория» Министерства обороны;
- отдел исследований и экспертиз чрезвычайных ситуаций центра нормирования и экспертизы в области защиты населения и территорий от чрезвычайных ситуаций учреждения «Научно-исследовательский институт пожарной безопасности и проблем чрезвычайных ситуаций» Министерства по чрезвычайным ситуациям, отделения (группы) обеспечения функционирования государственной системы предупреждения и ликвидации чрезвычайных ситуаций и гражданской обороны, исследований, экспертиз чрезвычайных ситуаций и пожаров научно-практических центров областных (Минского городского) управлений Министерства по чрезвычайным ситуациям, отделения исследований и экспертизы пожаров учреждения «Научно-исследовательский центр Витебского областного управления Министерства по чрезвычайным ситуациям Республики Беларусь»;
- государственное учреждение «Центр судебных экспертиз и криминалистики Министерства юстиции Республики Беларусь».

1 июля 2013 года Государственный комитет судебных экспертиз Республики Беларусь приступил к функционированию. 19 декабря 2014 года Президент Республики Беларусь Александр Лукашенко вручил знамя Государственного комитета судебных экспертиз Председателю Государственного комитета.

### Знаменательные даты[2]
1 марта 1919 г. — создан Кабинет судебной экспертизы Центророзыска НКВД. Эту дату принято считать днём образования экспертно-криминалистических подразделений органов внутренних дел РСФСР.
1921 год — открыто первое судебно-медицинское отделение в республике при Центральной химико-бактериологической станции Наркомздрава БССР.
1929 год — при Народном комиссариате юстиции образован Институт научно-судебной экспертизы в Минске (впоследствии — Белорусский государственный институт криминологии, криминалистики и судебной экспертизы, Белорусский государственный научно-исследовательский институт криминалистики и судебной экспертизы при НКВД БССР).
1930 год — в Белорусском (Минском) государственном медицинском институте открыта кафедра судебной медицины.
1944 год — в Москве создана Центральная криминалистическая лаборатория Наркомата юстиции СССР, которая стала первым общесоюзным криминалистическим экспертным центром.
1950 год — в системе Министерства юстиции БССР создана научно-исследовательская криминалистическая лаборатория.
1958 год — создан Научно-исследовательской институт судебной экспертизы Министерства юстиции БССР, который в 1990 году реорганизован в Научно-исследовательский институт проблем криминологии, криминалистики и судебной экспертизы Министерства юстиции БССР.
1977 год — образована кафедра криминалистики и специальной техники Минской высшей школы МВД СССР.
1981 год — в составе милиции выделена экспертно-криминалистическая служба.
1993 год — при МВД Республики Беларусь создан Научно-криминалистический центр, который в 1994 году совместно с Экспертно-криминалистическим управлением преобразованы в экспертно-криминалистический центр МВД Республики Беларусь.
1996 год — в целях совершенствования деятельности экспертно-криминалистических подразделений органов внутренних дел, повышения их эффективности в борьбе с преступностью Экспертно-криминалистический центр МВД Республики Беларусь реорганизован в Государственный экспертно-криминалистический центр МВД Республики Беларусь
1999 год — Главное бюро Государственной службы судебно-медицинской экспертизы при Министерстве здравоохранения Республики Беларусь, созданное в 1952 году, преобразовано в центральный аппарат Белорусской государственной службы судебно-медицинской экспертизы, которая в 2001 году преобразована в Государственную службу медицинских судебных экспертиз.
2008 год — Научно-исследовательский институт проблем криминологии, криминалистики и судебной экспертизы переименован в государственное учреждение «Центр судебных экспертиз и криминалистики Министерства юстиции Республики Беларусь». В 2013 году данное учреждение было переподчинено Государственному комитету судебных экспертиз и на сегодняшний день функционирует как государственное учреждение «Научно-практический центр Государственного комитета судебных экспертиз Республики Беларусь».

## О комитете
Основными задачами Государственного комитета судебных экспертиз являются:
- реализация единой государственной политики в сфере судебно-экспертной деятельности, включая ее научно-методическое обеспечение;
- подготовка, переподготовка и повышение квалификации судебных экспертов, научных работников, а также иных сотрудников в пределах компетенции;
- осуществление судебно-экспертной деятельности;
- определение основных направлений совершенствования судебно-экспертной деятельности и их реализация, внедрение в практику достижений науки и техники, положительного опыта, прогрессивных форм и методов организации судебно-экспертных исследований;
- организация и развитие в пределах своей компетенции международного сотрудничества в сфере судебно-экспертной деятельности.

## Структура
В систему комитета входят:
- центральный аппарат;
- территориальные органы:
  - управления по областям и г. Минску;
  - районные (межрайонные), городские, районные (межрайонные) в г. Минске отделы.

## Руководство
- Председатель — Волков, Алексей Александрович, генерал-майор юстиции.
- заместитель Председателя — Лашин Александр Михайлович.
- заместитель Председателя — главный государственный судебно-медицинский эксперт Республики Беларусь — Овсиюк Юрий Александрович.
- заместитель Председателя — Евмененко Сергей Анатольевич, генерал-майор юстиции.
- заместитель Председателя — Алешкевич Алексей Степанович, генерал-майор юстиции.

### Бывшие председатели
- Андрей Иванович Швед (2013—2020).

## Символика[6]

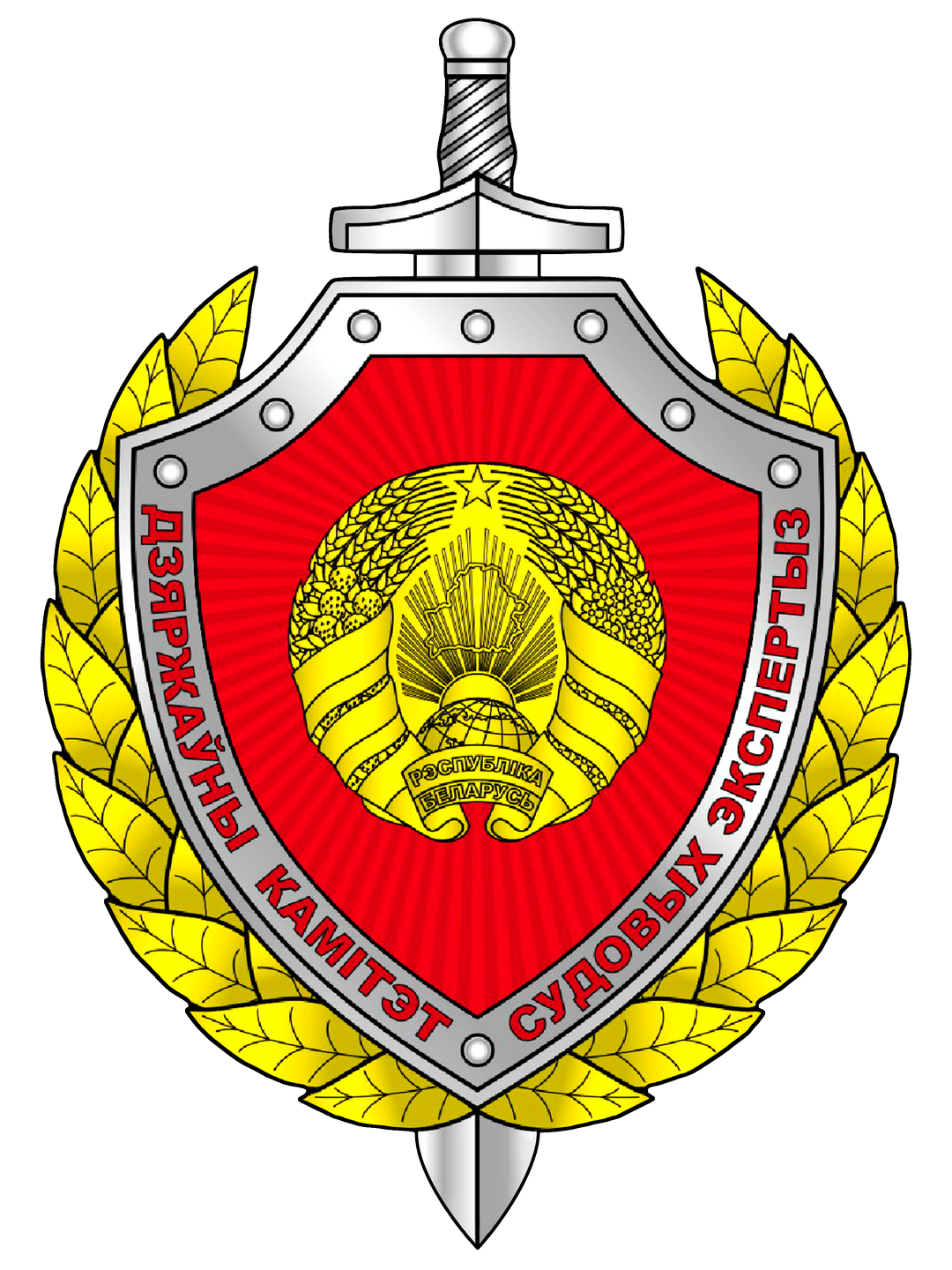
Эмблема Государственного комитета судебных экспертиз
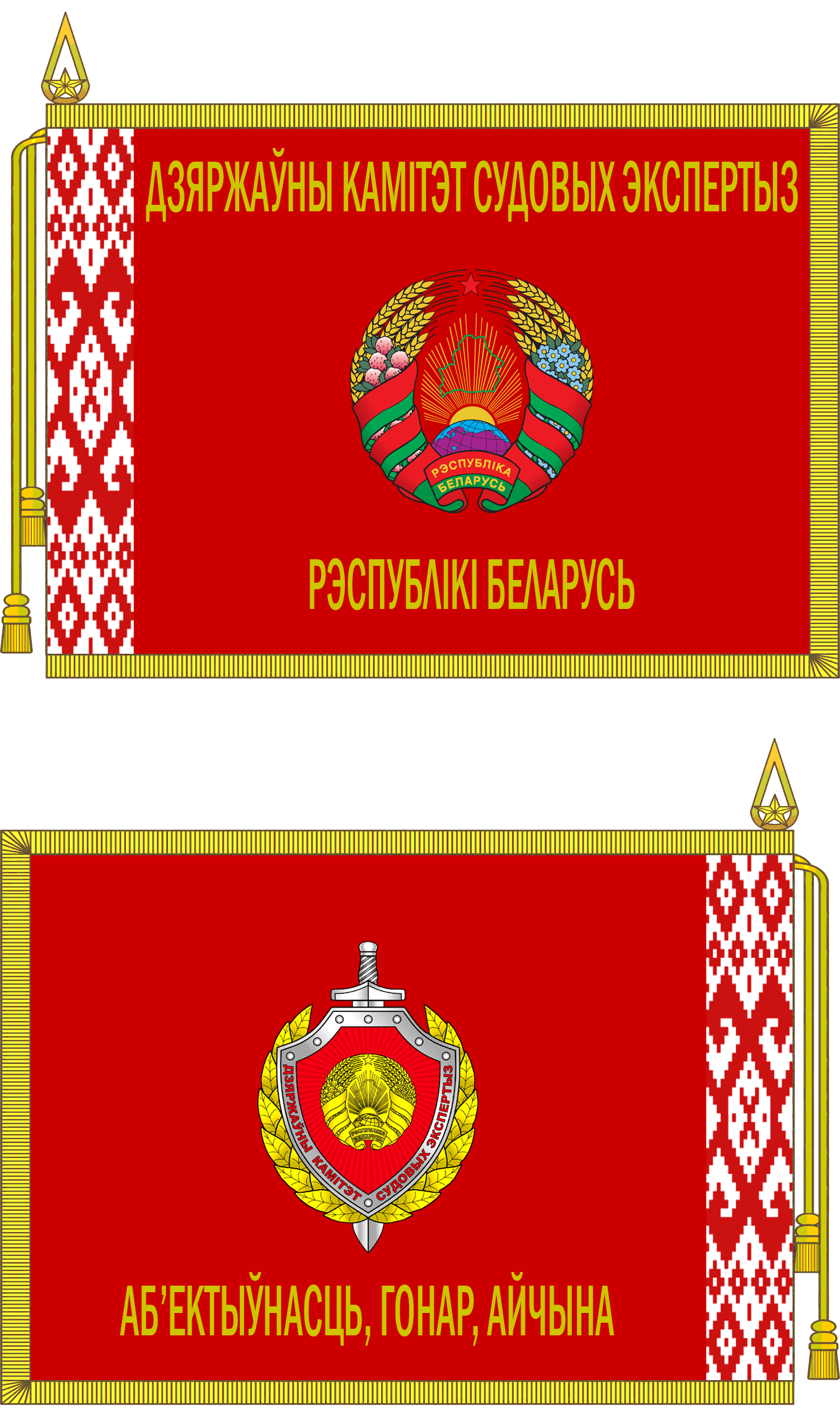
Знамя Государственного комитета судебных экспертиз
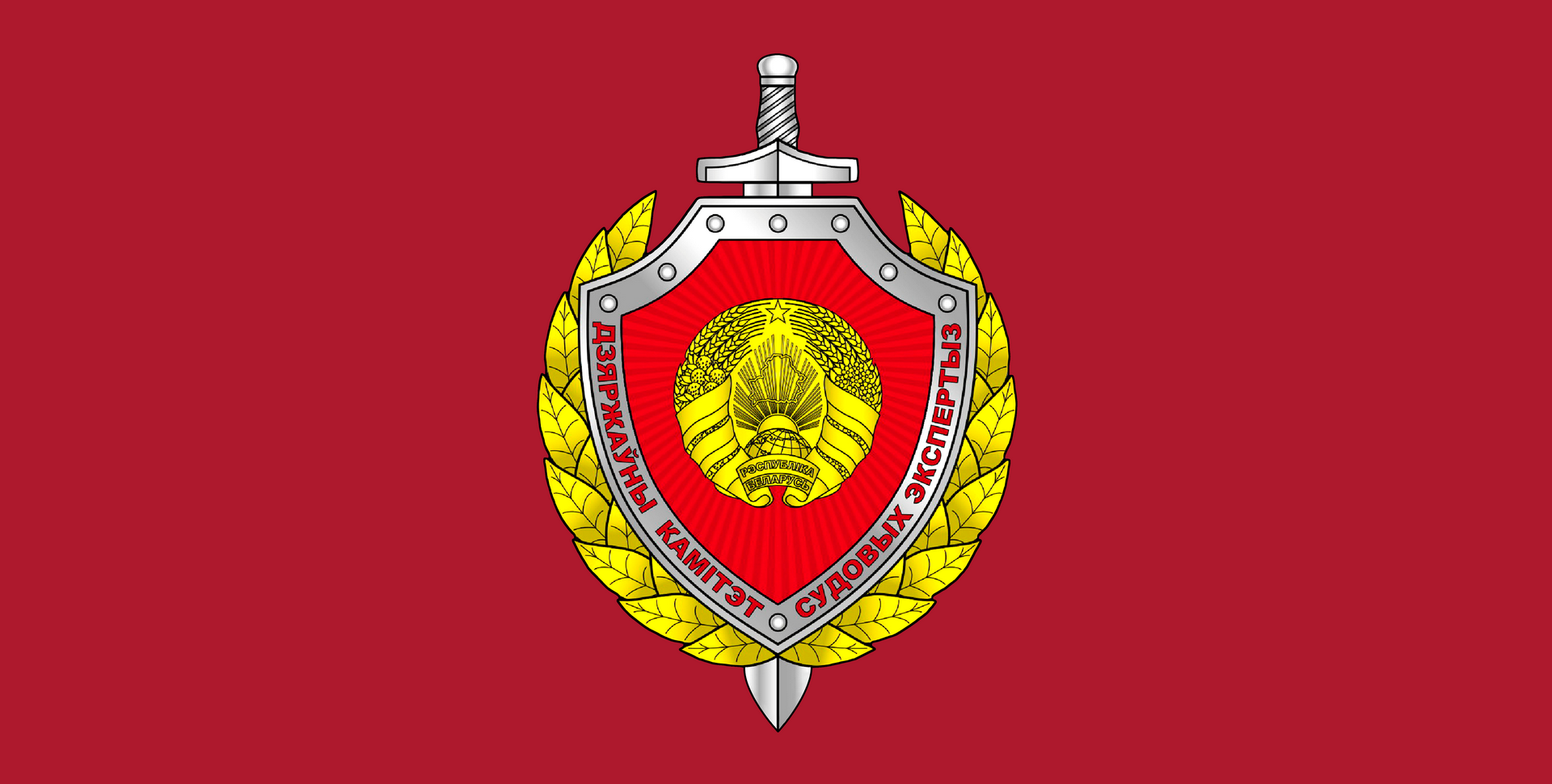
Флаг Государственного комитета судебных экспертиз

## Научно-практическая деятельность
Государственное учреждение "Научно-практический центр Государственного комитета судебных экспертиз Республики Беларусь"
Предметом деятельности являются научная, практическая и образовательная деятельность, а также иная деятельность, осуществляемая в области криминалистики и судебной экспертизы в соответствии с законодательством.
Государственное учреждение образования «Институт повышения квалификации и переподготовки кадров Государственного комитета судебных экспертиз Республики Беларусь»
Государственное учреждение образования «Институт повышения квалификации и переподготовки кадров Государственного комитета судебных экспертиз Республики Беларусь» является учреждением дополнительного образования взрослых, подчинённым Государственному комитету судебных экспертиз Республики Беларусь и реализующим одни из его основных задач по подготовке, переподготовке и повышению квалификации судебных экспертов, научных работников, а также иных сотрудников в пределах компетенции и научно-методическому обеспечению судебно-экспертной деятельности.
Институт по виду учреждения дополнительного образования взрослых является институтом повышения квалификации и переподготовки, которое реализует образовательные программы дополнительного образования взрослых, образовательные программы послевузовского образования.

## Периодическое издание
Журнал «Судебная экспертиза Беларуси» учреждён в 2015 году Государственным комитетом судебных экспертиз Республики Беларусь в целях обеспечения научного, методологического и практического сопровождения судебно-экспертной деятельности, внедрения в практику достижений науки и техники, прогрессивных форм и методов организации и производства судебных экспертиз и проведения исследований. Издаётся с периодичностью раз в полугодие.

## Профессиональный праздник
22 апреля - День судебного эксперта.